# Tổng đốc Đài Loan
Tổng đốc Đài Loan (台湾総督府 hay 臺灣總督府 (Đài Loan tổng đốc phủ) Taiwan Sōtokufu), tồn tại từ khi Đài Loan là một phần lãnh thổ của Đế quốc Nhật Bản, từ năm 1895 đến năm 1945.
Các tổng đốc Đài Loan là thành viên của quốc hội, các quan chức dân sự, quý tộc hoặc tướng lĩnh Đế quốc Nhật Bản. Quyền lực của họ thực hiện trên lãnh thổ Đài Loan là thay mặt cho Hoàng đế Nhật Bản, đến khi Đế quốc Nhật Bản sụp đổ và chuyển giao chủ quyền lại cho Trung Quốc Quốc Dân Đảng.

## Danh sách Tổng đốc Đài Loan
|    | Tên                               | Hình        | Nghề nghiệp/Chức vụ                  | Từ                | Đến               |
| -- | --------------------------------- | ----------- | ------------------------------------ | ----------------- | ----------------- |
| 1  | Kabayama Sukenori (Hoa Sơn Tư Kỷ) |             | Bá tước, Đại tướng hải quân          | 21 Tháng 5, 1895  | 2 Tháng 6, 1896   |
| 2  | Katsura Taro (Quế Thái Lang)      |             | Tử tước, Trung tướng lục quân        | 2 Tháng 6, 1896   | 14 Tháng 10, 1896 |
| 3  | Nogi Maresuke                     |             | Nam tước, Trung tướng lục quân       | 14 Tháng 10, 1896 | 26 Tháng 2, 1898  |
| 4  | Kodama Gentaro                    |             | Nam tước, Trung tướng lục quân       | 26 Tháng 2, 1898  | 15 Tháng 4, 1906  |
| 5  | Sakuma Samata                     |             | Tử tước, Đại tướng lục quân          | 15 Tháng 4, 1906  | 1 Tháng 5, 1915   |
| 6  | Ando Sadayoshi                    |             | Tử tước, Đại tướng lục quân          | 1 Tháng 5, 1915   | Tháng 6, 1918     |
| 7  | Akashi Motojiro                   |             | Trung tướng lục quân                 | Tháng 6, 1918     | 31 Tháng 11, 1919 |
| 8  | Den Kenjiro                       |             | Tử tước, Chính khách                 | 31 Tháng 11, 1919 | 06 Tháng 9, 1923  |
| 9  | Uchida Kakichi                    | không khung | Nghị sĩ                              | 06 Tháng 9, 1923  | 01 Tháng 9, 1924  |
| 10 | Izawa Takio                       | không khung | Nghị sĩ                              | 01 Tháng 9, 1924  | 16 Tháng 7, 1926  |
| 11 | Kamiyama Mannoshin                | không khung | Nghị sĩ                              | 16 Tháng 7, 1926  | 16 Tháng 6, 1928  |
| 12 | Kawamura Takeji                   | không khung | Nghị sĩ                              | 16 Tháng 6, 1928  | 30 Tháng 7, 1929  |
| 13 | Ishizuka Eizo                     | không khung | Nghị sĩ                              | 30 Tháng 7, 1929  | 16 Tháng 1, 1931  |
| 14 | Ōta Masahiro                      | không khung |                                      | 16 Tháng 1, 1931  | 03 Tháng 02, 1932 |
| 15 | Minami Hiroshi                    | không khung | Thành viên Quốc hội                  | 03 Tháng 02, 1932 | 27 Tháng 5, 1932  |
| 16 | Nakagawa Kenzo                    | không khung |                                      | 27 Tháng 5, 1932  | Tháng 6, 1936     |
| 17 | Kobayashi Seizo                   | không khung | Đại tướng hải quân (dự bị động viên) | Tháng 6, 1936     | 16 Tháng 12, 1940 |
| 18 | Hasegawa Kiyoshi                  | không khung | Đại tướng hải quân                   | 16 Tháng 12, 1940 | Tháng 12, 1944    |
| 19 | Ando Rikichi                      |             | Đại tướng lục quân                   | Tháng 12, 1944    | Tháng 10, 1945    |

### Sách
Edward I-te Chen (1970). "Japanese Colonialism in Korea and Formosa: A Comparison of The Systems of Political Control". Harvard Journal of Asiatic Studies (Harvard-Yenching Institute) 30: 126–158.. doi:10.2307/2718768. JSTOR 2718768.